# Pacifische poetsgarnaal
De pacifische poetsgarnaal (Lysmata amboinensis) is een garnaal uit de familie van de Hippolytidae.
De soort komt voor in het tropisch en subtropisch deel van de Grote en Indische Oceaan, en in de Rode Zee. De soort leeft van parasieten op vissen, waarvoor hij in aquaria wordt gehouden. De garnaal wordt tot acht centimeter lang. Hij is hermafrodiet en leeft in tweetallen. Een volwassen dier kan zowel als mannetje als als vrouwtje geslachtelijk reproduceren, maar begint zijn leven als mannetje. De soort kan zich echter niet zelf bevruchten.
De soort lijkt sterk op de atlantische poetsgarnaal (L. grabhami), die voorkomt in de Atlantische Oceaan. Een tijd lang werd aangenomen dat de twee poetsgarnalen tot één soort behoren. Voortplanting tussen de soorten bleek echter niet mogelijk.
In de animatiefilm Finding Nemo heeft de pacifische poetsgarnaal model gestaan voor Jacques.